# Слатинское водохранилище
Слатинское водохранилище — небольшое русловое водохранилище левом притоке реки Лопань. Расположено в Дергачёвском районе Харьковской области, у посёлка городского типа Слатино.

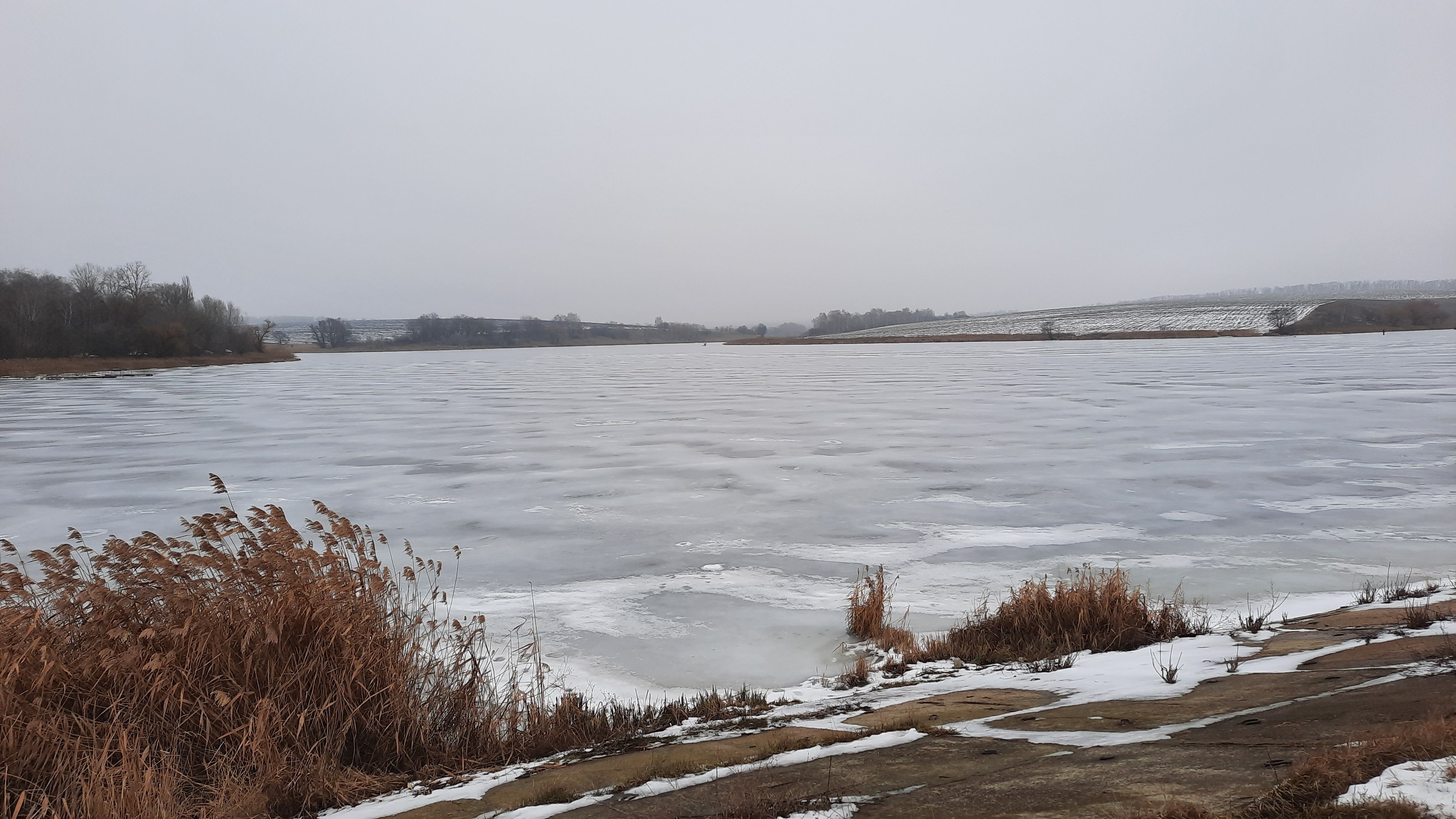
Вид на замёрзшее водохранилище зимой со стороны Слатино

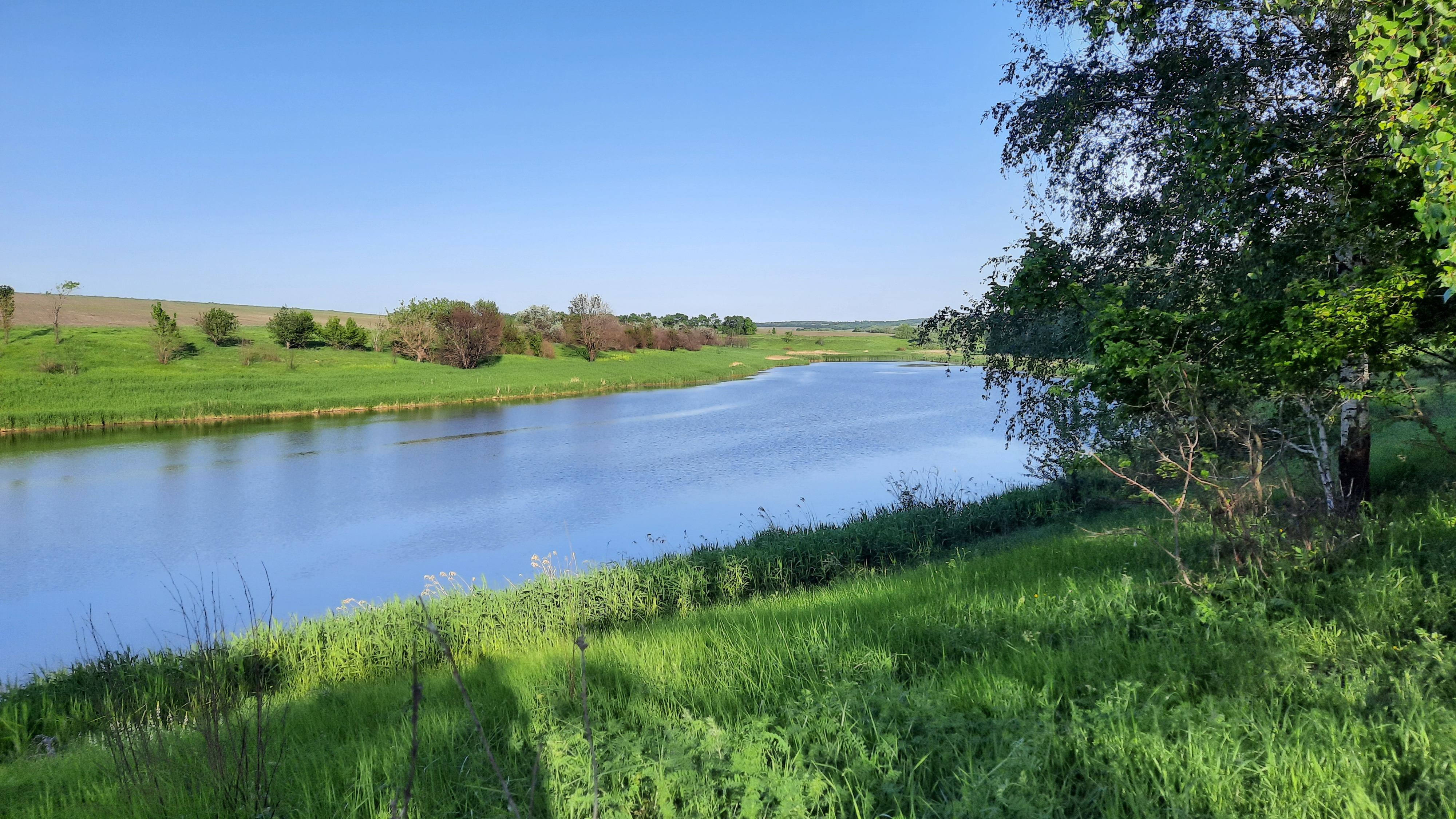
Вид на водохранилище в сторону посёлка Новое

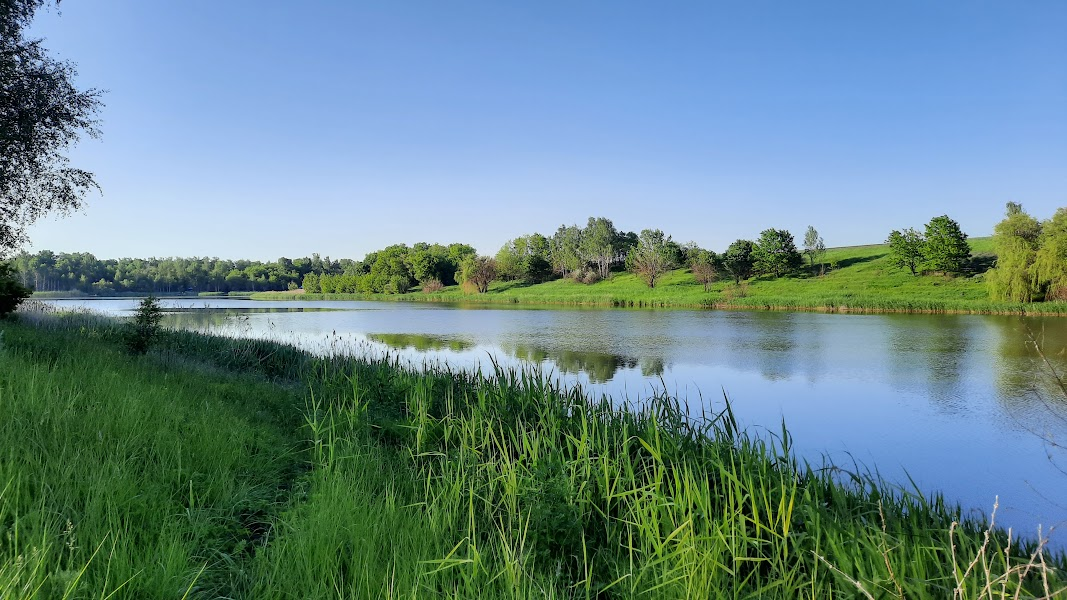
Вид на водохранилище с того же места, но в противоположную сторону

Водохранилище построено в 1972 году по проекту украинского отделения института «Сельенергопроект». Назначение — увлажнение осушенных земель в пойме реки Лопань. Вид регулирования — сезонное.

## Основные параметры водохранилища
- Нормальный подпорный уровень — 143,2 м;
- Форсированный подпорный уровень — 144,2 м;
- Полный объем — 1510000 м³;
- Полезный объем — 1470000 м³;
- Длина — 1,52 км;
- Средняя ширина — 0,15 км;
- Максимальные ширина — 0,54 км;
- Средняя глубина — 3,3 м;
- Максимальная глубина — 6,2 м.

## Основные гидрологические характеристики
- Площадь водосборного бассейна — 23,2 км².
- Годовой объем стока 50 % обеспеченности — 2040000 м³.
- Паводковый сток 50 % обеспеченности — 1340000 м³.
- Максимальный расход воды 1 % обеспеченности — 41 м³/с.

## Состав гидротехнических сооружений
- Глухая земляная плотина длиной — 384 м, высотой — 8 м, шириной — 10 м. Заделка верхового откоса — 1:3, низового откоса — 1:2.
- Шахтный водосброс из монолитного железобетона размерами 7×4 м.
- Водоотводная труба диаметром 500 мм.

## Использование водохранилища
Водохранилище было построено для увлажнения осушенных земель в пойме реки Лопань в Дергачевском районе.